# Nicholas County (Kentucky)
Nicholas County ist ein County im Bundesstaat Kentucky der Vereinigten Staaten. Der Verwaltungssitz (County Seat) ist Carlisle. Das U.S. Census Bureau hat bei der Volkszählung 2020 eine Einwohnerzahl von 7537 ermittelt.

## Geographie
Das County liegt im Nordosten von Kentucky, ist im Norden etwa 45 km vom Bundesstaat Ohio entfernt und hat eine Fläche von 510 Quadratkilometern, wovon ein Quadratkilometer Wasserfläche ist. Es grenzt im Uhrzeigersinn an folgende Countys: Robertson County, Fleming County, Bath County, Bourbon County und Harrison County.

## Geschichte
Nicholas County wurde am 18. Dezember 1799 aus Teilen des Bourbon County und des Mason County gebildet. Benannt wurde es nach George Nicholas, einem Generalstaatsanwalt.
Insgesamt sind zwölf Bauwerke und Stätten des Countys im National Register of Historic Places eingetragen (Stand 19. Oktober 2017).

## Demografische Daten
Nach der Volkszählung im Jahr 2000 lebten im Nicholas County 6.813 Menschen. Davon wohnten 103 Personen in Sammelunterkünften, die anderen Einwohner lebten in 2.710 Haushalten und 1.951 Familien. Die Bevölkerungsdichte betrug 13 Einwohner pro Quadratkilometer. Ethnisch betrachtet setzte sich die Bevölkerung zusammen aus 98,3 Prozent Weißen, 0,8 Prozent Afroamerikanern, 0,3 Prozent amerikanischen Ureinwohnern, 0,1 Prozent Asiaten und 0,2 Prozent aus anderen ethnischen Gruppen; 0,3 Prozent stammten von zwei oder mehr Ethnien ab. 0,5 Prozent der Bevölkerung waren spanischer oder lateinamerikanischer Abstammung.
Von den 2.710 Haushalten hatten 31,5 Prozent Kinder und Jugendliche unter 18 Jahre, die bei ihnen lebten. 57,5 Prozent waren verheiratete, zusammenlebende Paare, 10,0 Prozent waren allein erziehende Mütter, 28,0 Prozent waren keine Familien, 24,6 Prozent waren Singlehaushalte und in 12,0 Prozent lebten Menschen im Alter von 65 Jahren oder darüber. Die Durchschnittshaushaltsgröße betrug 2,48 und die durchschnittliche Familiengröße lag bei 2,92 Personen.
Auf das gesamte County bezogen setzte sich die Bevölkerung zusammen aus 23,6 Prozent Einwohnern unter 18 Jahren, 8,3 Prozent zwischen 18 und 24 Jahren, 28,2 Prozent zwischen 25 und 44 Jahren, 24,5 Prozent zwischen 45 und 64 Jahren und 15,4 Prozent waren 65 Jahre alt oder darüber. Das Durchschnittsalter betrug 38 Jahre. Auf 100 weibliche Personen kamen 93,7 männliche Personen. Auf 100 Frauen im Alter von 18 Jahren alt oder darüber kamen statistisch 89,3 Männer.
Das jährliche Durchschnittseinkommen eines Haushalts betrug 29.886 US-Dollar, das Durchschnittseinkommen der Familien betrug 35.491 USD. Männer hatten ein Durchschnittseinkommen von 26.960 USD, Frauen 21.102 USD. Das Prokopfeinkommen betrug 15.880 USD. 9,7 Prozent der Familien und 13,2 Prozent der Bevölkerung lebten unterhalb der Armutsgrenze. Davon waren 14,2 Prozent Kinder oder Jugendliche unter 18 Jahre und 16,8 Prozent waren Menschen über 65 Jahre.

## Orte im County
- Barefoot
- Barterville
- Carlisle
- East Union
- Ellisville
- Headquarters
- Hooktown
- Milltown
- Moorefield
- Morning Glory
- Myers
- Pleasant Valley
- Sprout
- Upper Blue Licks
- Weston